# ورزشگاه مرکزی ریچیتسا
ورزشگاه مرکزی ریچیتسا (به لاتین: Central Stadium) یک ورزشگاه فوتبال در بلاروس است که در Rečyca واقع شده‌است.